# Brühlgraben (Schandelbach)
Der Brühlgraben ist ein rechter Zufluss des Schandelbachs im Main-Kinzig-Kreis im hessischen Spessart.

## Geographie

### Verlauf

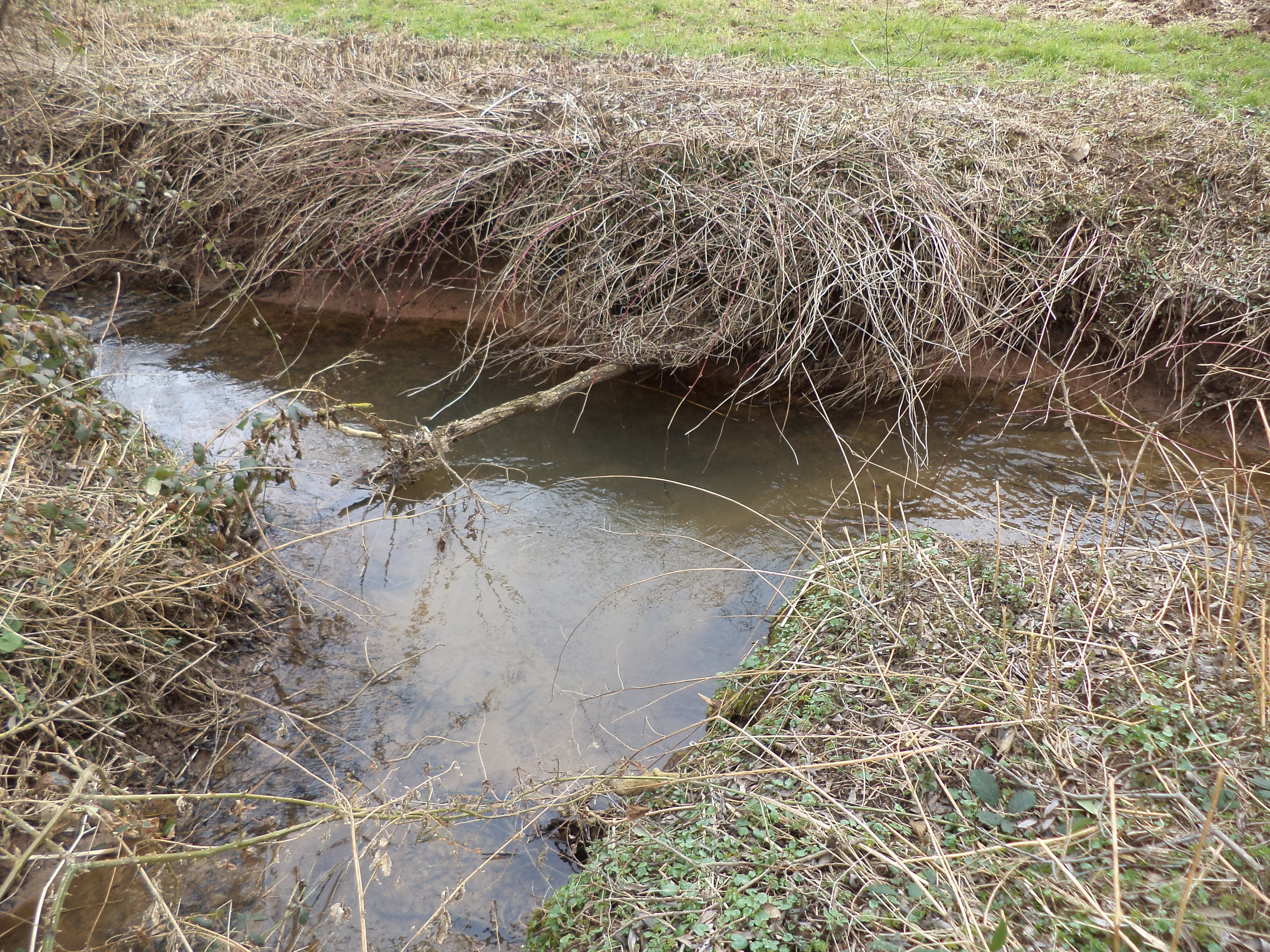
Der Brühlgraben (rechts) mündet in den Schandelbach (von vorne nach links)

Der Brühlgraben entspringt auf einer Höhe von etwa 380 m ü. NHN östlich von Waldrode an der Landesstraße 2306 am Franzosenkopf (481 m), in der Nähe der Landesgrenze zu Bayern. 
Er verläuft zunächst in westliche Richtung, umfließt den Haidküppel (260 m) und knickt dabei nach Norden ab. Der Brühlgraben durchfließt danach Großenhausen, wo er den Krötenbach aufnimmt. 
Südlich von Altenhaßlau mündet der Brühlgraben schließlich auf einer Höhe von ungefähr 150 m ü. NHN von rechts in den Schandelbach.
Sein  4,6 km langer Lauf endet etwa 230 Höhenmeter unterhalb seiner Quelle, er hat somit ein mittleres Sohlgefälle von etwa 50 ‰.

### Einzugsgebiet
Das Einzugsgebiet des Brühlgraben liegt am Oberlauf im Spessart und am Mittel- und Unterlauf im Meerholzer Hügelland. Es wird über den Schandelbach, die Kinzig, den Main und den Rhein zur Nordsee entwässert. 
Es grenzt
- im Osten an das des Schandelbachzuflusses Eichelbach
- im Südosten an das des Lützelbach, einem Zufluss der Bieber, die in die Kinzig mündet
- im Süden an das des Kinzigzuflusses Birkigsbach
- und im Westen an das des Lochgrabens, einem Zufluss des Schandelbachs.

Das Einzugsgebiet am Oberlauf wird von Nadelwald dominiert, der Mittellauf von de Ortslage von Großenhausen und ansonsten wird es von Ackerland geprägt.

### Zuflüsse
- Krötenbach (rechts), 1,2 km

### Flusssystem Kinzig
- Liste der Fließgewässer im Flusssystem Kinzig (Main)